# Hans-Jürgen Wallbrecht
Hans-Jürgen Wallbrecht, nemški veslač, * 8. avgust 1943, † 7. december 1970.
Wallbrecht je za Nemčijo nastopil v osmercu na Poletnih olimpijskih igrah 1964 v Tokiu, kjer je nemški čoln osvojil srebrno medaljo.